# Бустеђа (Сондрио)
Бустеђа је насеље у Италији у округу Сондрио, региону Ломбардија.
Према процени из 2011. у насељу је живело 271 становника. Насеље се налази на надморској висини од 300 м.